# Maďarská vlajka

Maďarská národní a státní vlajka
Poměr stran: 1:2

Maďarská státní vlajka (neoficiální)
Poměr stran: 1:2

Maďarská národní vlajka
Poměr stran: 2:3

Vlajka Maďarska (maďarsky Magyarország zászlaja) je podle ústavního zákona o státních symbolech Maďarska oficiálním státním symbolem Maďarska, reprezentujícím na domácí i mezinárodní scéně.

## Popis, užití a symbolika
Státní vlajka je tvořena listem o poměru stran 1:2 (od roku 2000, národní vlajka se smí užívat v poměrech stran 1:2 a 2:3) se třemi vodorovnými pruhy – červeným, bílým a zeleným. Je-li ve střední části vlajky umístěn státní znak, jedná se o neoficiální verzi státní vlajky, ale v současném Maďarsku převažující tendence užívat vlajku se znakem na úkor vlajky státní, a to nejenom na budovách státních institucí.
Červená barva symbolizuje sílu a krev prolitou vlastenci za svobodu země, bílá oddanost a čistotu, zelená naději.

## Historie

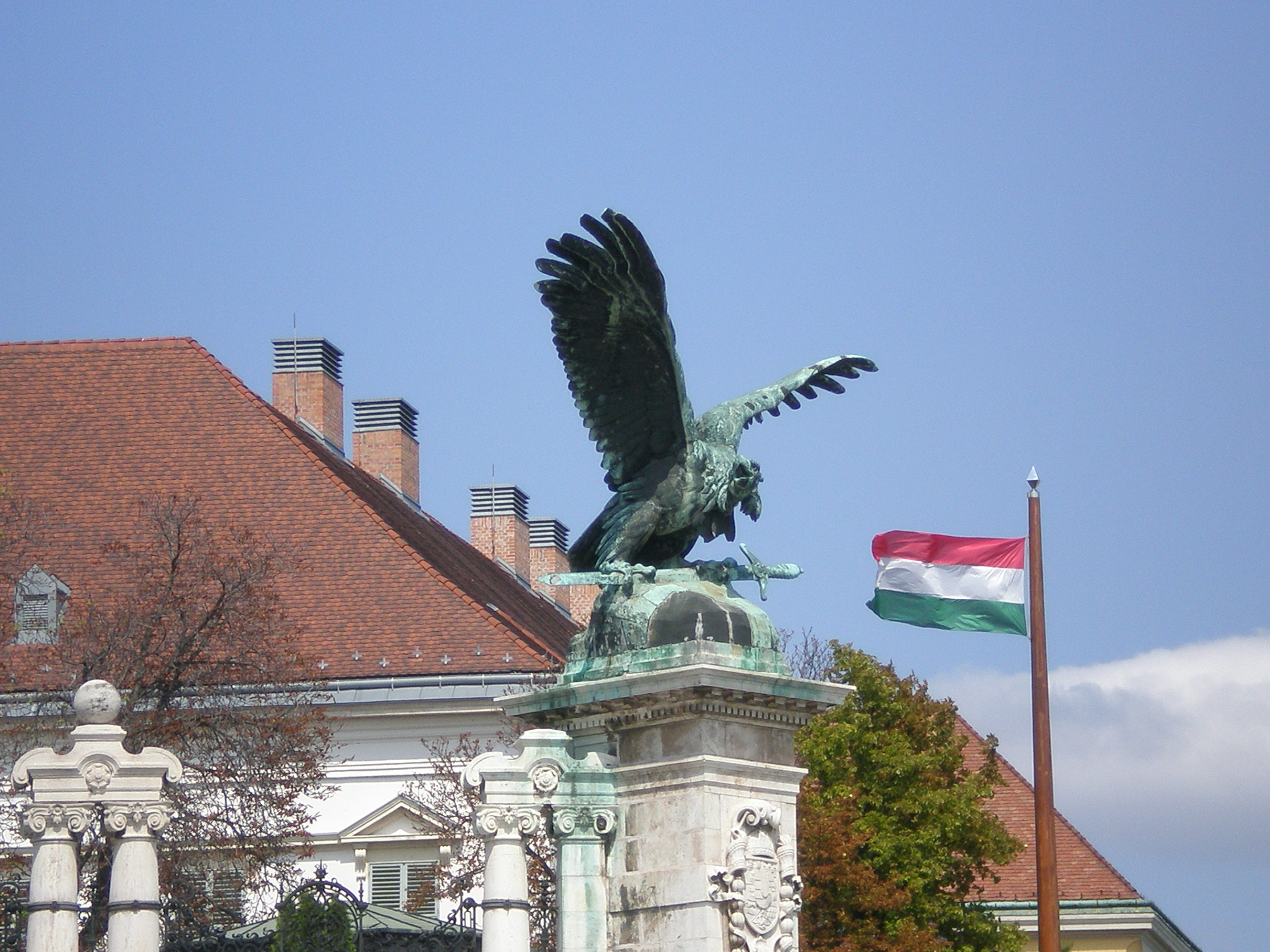
Turul a maďarská vlajka

Nejstaršími maďarskými barvami jsou již od středověku červená a bílá, vyskytující se na vlajce Arpádovské dynastie. Červeno-bílo-zelená vlajka poprvé zavlála za vlády krále Matyáše II. na počátku 17. století. Ovšem historie používání těchto barev sahá až do roku 1222, kde pečeť krále Ondřeje II. přidržovala stuha v těchto barvách.
Červená, bílá a zelená se užívaly jako barvy Uherska a jsou rovněž barvami uherského znaku z 15. století. Oficiálně se barvy definují spolu s barvami vlajky Rakouska až v roce 1806. Od revoluce a boje za svobodu v letech 1848–49 se užívá jako národní vlajka. Od roku 1867 se objevila i ve vlající části obchodní vlajky Rakouska-Uherska. Po vzniku samostatné První Maďarské republiky roku 1918 se stala státní vlajkou. Po vyhlášení socialistické Maďarské lidové republiky v roce 1949 se barvám přisuzovaly (shora dolů a zase zpět) interpretace, že obětavost (červená) a čistý charakter národa (bílá), jsou sluncem a deštěm pro úrodnou půdu (zelená), která, když uzraje v míru (bílá), přinese bohaté plody komunismu (červená).
| Vlajka | Poměr | Státní útvar | Období                                              | Znak                           |
| ------ | ----- | --- | --------------------------------------------------- | ------------------------------ |
|        |       | Maďarské velkoknížectví v době uherských nájezdů                                                                 | 8. století–9. století                               | nejstarší uherský znak         |
|        |       | Uherské království v době prvního uherského krále Štěpána I.                                                     | od konce 10. století                                |                                |
|        |       | Uherské království pod vládou dynastie Arpádovců                                                                 | 13. století–1301                                    | znak Arpádovců                 |
|        |       | Uherské království pod vládou dynastie Anjouovců                                                                 | 1308–1382                                           | znak Anjouovců                 |
|        |       | Uherské království                                                                                               | 15. století                                         | polcený štít                   |
|        | ~     | Uherské království pod vládou dynastie Habsburků                                                                 | Od 1848 (poprvé však tato kombinace barev již 1608) |                                |
|        | 2:3   | Uhersko v rámci Rakouska-Uherska                                                                                 | 1867–1918                                           | Malý znak (Kiscímer)           |
|        | 1:2   | První Maďarská republika                                                                                         | 1918–1919                                           | Kossuthův znak (Kossuth-címer) |
|        | 1:2   | Maďarská republika rad                                                                                           | 1919                                                | bez znaku                      |
|        | 1:2   | Maďarské království                                                                                              | 1920–1946                                           | Malý znak (Kiscímer)           |
|        | 2:3   | Druhá Maďarská republika                                                                                         | 1946–1949                                           | Kossuthův znak (Kossuth-címer) |
|        | 2:3   | Maďarská lidová republika (Rákosiho éra)                                                                         | 1949–1956                                           | Rákosiho znak (Rákosi-címer)   |
|        | 2:3   | Maďarské povstání                                                                                                | 1956                                                | vyříznutý Rákosiho znak        |
|        | 2:3   | Porevoluční Maďarská lidová republika                                                                            | 1956–1957                                           | Kossuthův znak (Kossuth-címer) |
|        | 2:3   | Maďarská lidová republika (Kádárova éra) (ojediněle používána verze)                                             | 1957–1989                                           | Kádárův znak (Kádár-címer)     |
|        | 2:3   | Maďarská lidová republika (Kádárova éra) a Třetí Maďarská republika                                              | 1957–2000                                           | bez znaku                      |
|        | 1:2   | Třetí Maďarská republika                                                                                         | 2000–                                               | bez znaku                      |
|        | 1:2   | Uvažovaná podoba státní vlajky od roku 2011; neoficiální státní vlajka používaná od roku 2012 i státním aparátem | 2012–                                               | Malý znak (Kiscímer)           |

## Další maďarské vlajky

Maďarská válečná (vojenská) vlajka
Maďarská námořní vlajka Poměr stran: 3:4
Vlajka maďarského prezidenta Poměr stran: 2:3
Vlajka maďarského prezidenta (199?–2012) Poměr stran: 2:3
Navrhovaná vlajka maďarského prezidenta (1995) Poměr stran: 2:3
Vlajka regenta Maďarského království (1920–1944)

## Vlajky maďarských žup

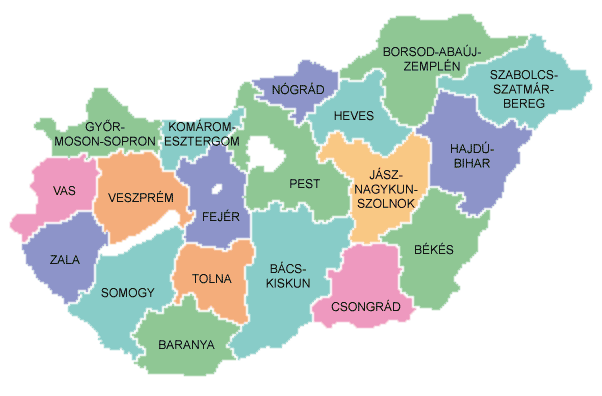
Maďarské župy

Maďarsko se člení na 19 žup (megyék) a území hlavní města Budapešti, které má zvláštní statut. Všechny územní jednotky mají svou vlajku.

Hlavní město Budapešť (Poměr stran 2:3)
Bács-Kiskun (Poměr stran 3:5)
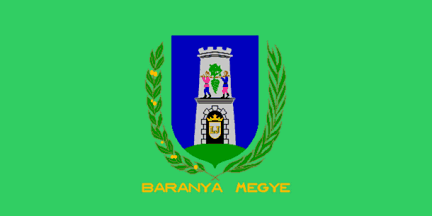
Baranya (Poměr stran 1:2)
Békés (Poměr stran 3:5)
Borsod-Abaúj-Zemplén (Poměr stran 3:5)
Csongrád-Csanád (Poměr stran 3:5)
Fejér (Poměr stran 3:5)
Győr-Moson-Sopron (Poměr stran 3:5)
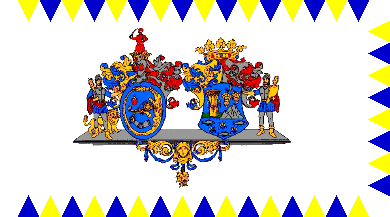
Hajdú-Bihar (Poměr stran ~5:9)
Heves (Poměr stran 3:5)
Jász-Nagykun-Szolnok (Poměr stran 3:5)
Komárom-Esztergom (Poměr stran 3:5)
Nógrád (Poměr stran 3:5)
Pest (Poměr stran 3:5)
Somogy (Poměr stran 3:5)
Szabolcs-Szatmár-Bereg (Poměr stran 3:5)
Tolna (Poměr stran 3:5)
Vas (Poměr stran 3:5)
Veszprém (Poměr stran 3:5)
Zala (Poměr stran 3:5)